# Vor Frue Kilde (Haverslev Sogn)
 For alternative betydninger, se Vor Frue Kilde. (Se også artikler, som begynder med Vor Frue Kilde)
Vor Frue Kilde ligger i Haverslev Sogn i Øster Han Herred.
Kilden, som er en bassinkilde, ligger på en tidligere præstegårdsmark syd for Haverslev Kirke, hvor kildens kraftige væld danner et dybt hul. Kilden var tidligere et hedensk kultsted, som senere blev overtaget af kirken.[kilde mangler]
Kildemarkeder, som tidligere var almindelige, blev også afholdt ved kilden.